# 1392
1392. је била проста година.

## Догађаји
- Википедија:Непознат датум — Краљица Марија од Сицилије поразила војску побуњених барона.
- Википедија:Непознат датум — Основан Универзитет у Ерфурту, Немачка.
- Википедија:Непознат датум — Феудални ратови у Зети (1392—1396) завршавају победом Ђурђа II Балшића.

## Рођења
- Википедија:Непознат датум — Флавио Биондо, италијански хуманиста и историчар (умро 1463)

## Смрти
- Влатко Вуковић Косача

- Ђорђе Топија

- Изабела од Кастиље, војвоткиња од Јорка

- Јаков Ростовски
- Јован Ласкарис Калоферос

- Методије Пешношски

- Сергије Радоњешки